# Basilica di Sant'Angelo d'Acri
La basilica di Sant'Angelo d'Acri è un edificio religioso di Acri. Sorge a   734 metri sul livello del mare.

## Storia
I lavori per la costruzione della basilica iniziarono l'11 maggio 1893 grazie al lavoro del romano Guido Quercioli e terminarono nel 1898 quando ci fu l'inaugurazione il 17 luglio. Da quell'anno i numerosi terremoti e le infiltrazioni danneggiarono molto la struttura e diversi dipinti del Montefusco. L'indimenticabile pittore di arte sacra Emilio Iuso da Rose fu l'ultimo artista ad abbellire il più grandioso tempio che l'ordine francescano possiede in Calabria.

## Architettura
Si può ammirare il portone interamente realizzato  in bronzo, del peso di 54 quintali, dove sono raffigurate, le sette virtù teologali, Gesù con i suoi Discepoli e lo stemma pontificio con l'elevazione a basilica minore da parte di papa Giovanni Paolo II.
All'interno si contano dodici cappelle gentilizie, disposte su due file, in quella centrale è disposta l'urna interamente di bronzo e vetro a tenuta stagna, dove è riposto il corpo ricomposto del Santo. Da evidenziare il meraviglioso mosaico composto nell'urna del Santo da Padre Ugolino da Belluno, cappuccino. La cupola è alta ben 32 metri con due torri campanarie della stessa altezza, con campane bronzee a movimento elettrico, entrambe sono rivestite di rame, l'interno della basilica presenta volte a botte ed è interamente affrescato con scene che raffigurano i miracoli di Sant'Angelo d'Acri.
Con Vincenzo Montefusco collaborò lo scultore Ernesto Biondi, autore delle quattro statue della facciata. Le statue furono commissionate al Biondi dal Generale dei Cappuccini, Padre Giacinto da bel Monte e poste in opera nel maggio del 1896.
I due artisti furono presentati da padre Giacinto allo scopo di ottenerne un accordo collaborativo per velocizzare i lavori.